# Tăng nhãn áp
Tăng nhãn áp là chứng bệnh của mắt do áp suất trong nhãn cầu tăng cao, nếu không chữa trị có khả năng tăng qua độ đưa đến tác hại vào thần kinh thị giác và lòa hay mù.
Nhãn áp bình thường nằm trong khoảng từ 10 mmHg đến 21 mmHg. Tăng nhãn áp là nguyên nhân của bệnh glôcôm, một chứng bệnh rất dễ gây mù. Do đó tăng nhãn áp cần được theo dõi và chữa trị để tránh biến chứng tạo mù này.

### Thuốc chữa tăng nhãn áp
Những thuốc thông dụng là pilocarpine, timolol, acetazolamide và clonidine. Ngoài ra còn một số thuốc khác ít được sử dụng. Thuốc thường cho nhỏ vào mắt, phần lớn bắt đầu ở một nhưng có trường hợp cả hai mắt đều bị tăng nhãn áp.
| Tên thuốc     | Cơ chế                          | Liều                | Phản ứng phụ                                           |
| ------------- | ------------------------------- | ------------------- | ------------------------------------------------------ |
| pilocarpine   | muscarinic agonist              | thuốc nhỏ mắt       |                                                        |
| timolol       | β-receptor antagonist           | thuốc nhỏ mắt       | - chậm nhịp tim - co phế quản                          |
| acetazolamide | Ức chế enzym cacbonic anhydrase | thuốc tiêm hay uống | - tiểu nhiều - chán ăn - tê - giảm bạch cầu trung tính |
| clonidine     | α2-receptor agonist             | thuốc nhỏ mắt       |                                                        |
| ecothiopate   | Ức chế enzym cholinesterase     | thuốc nhỏ mắt       | - vọp bẻ - phản ứng tổng quát                          |
| carteolol     | β-receptor antagonist           | thuốc nhỏ mắt       | - chậm nhịp tim - co phế quản                          |
| dorzolamide   | Ức chế enzym cacbonic anhydrase | thuốc nhỏ mắt       | - bitter taste - burning sensation                     |
| apraclonidine | α-2 agonist                     | thuốc nhỏ mắt       |                                                        |
| latanoprost   | prostaglandin analogue          |                     | - đổi màu mắt                                          |